# Sematophyllum chrysostegum
Sematophyllum chrysostegum är en bladmossart som beskrevs av Mitten 1869. Sematophyllum chrysostegum ingår i släktet Sematophyllum och familjen Sematophyllaceae. Inga underarter finns listade i Catalogue of Life.